# ایمنی‌درمانی
ایمنی درمانی یا ایمونوتراپی (انگلیسی: Immunotherapy) روشی درمانی برای برخی بیماری‌ها از جمله سرطان است که با تحریک یا سرکوب پاسخ دستگاه ایمنی عمل می‌کند. برخی اینترلوکین‌ها، سیتوکاین‌ها و کموکین‌ها در این روش درمانی به کار رفته‌اند. تحریک دستگاه ایمنی برای درمان سرطان و برخی انواع نقص دستگاه ایمنی به کار رفته‌است. سرکوب دستگاه ایمنی در درمان آلرژی، رد پیوند اعضا و… آزموده شده‌است.
ایمنی درمانی در چند دهه گذشته به جزء مهمی از درمان برخی از انواع سرطان بدل شده‌است. دانشمندان اکنون در حال تحقیق دربارهٔ انواع جدیدتر ایمنی درمانی هستند و نتایج این تحقیقات بر چگونگی درمان سرطان در سال‌های آینده تأثیر خواهد گذاشت. شیوه‌های متفاوتی برای ایمنی درمانی سرطان وجود دارد. برخی از آن‌ها دستگاه ایمنی بدن را به‌طور کلی تقویت می‌کنند. برخی دیگر دستگاه ایمنی را طوری تعلیم می‌دهند که به‌طور اختصاصی به یاخته‌های سرطانی حمله کنند. ایمنی درمانی در برخی از انواع سرطان بهتر از سایر انواع آن عمل می‌کند. در برخی از انواع سرطان از ایمنی درمانی به تنهایی و در برخی دیگر از سرطان‌ها از این روش به همراه سایر انواع درمان استفاده می‌شود.